# Championnats des États-Unis d'athlétisme 2007
Navigation
Championnats 2006 Championnats 2008
Les Championnats des États-Unis d'athlétisme 2007 ont eu lieu du 20 au 24 juin 2007 au IU Michael A. Carroll Track & Soccer Stadium d'Indianapolis en Indiana. La compétition faisait également office de sélection pour les Championnats du monde d'Osaka.

## Résultats

### Hommes
| Épreuves                    | Or                               | Argent                          | Bronze                            |
| 100 m Vent : -0,5 m/s       | Tyson Gay 9 s 84                 | Trindon Holliday 10 s 07        | Walter Dix 10 s 09                |
| 200 m Vent : -0,3 m/s       | Tyson Gay 19 s 62                | Wallace Spearmon 19 s 89        | Rodney Martin 20 s 18             |
| 400 m                       | Angelo Taylor 44 s 05            | LaShawn Merritt 44 s 06         | Lionel Larry 44 s 84              |
| 800 m                       | Khadevis Robinson 1 min 44 s 37  | Nicholas Symmonds 1 min 45 s 17 | Duane Solomon 1 min 45 s 69       |
| 1500 m                      | Alan Webb 3 min 34 s 82          | Leonel Manzano 3 min 35 s 29    | Bernard Lagat 3 min 35 s 55       |
| 5000 m                      | Bernard Lagat 13 min 30 s 73     | Matt Tegenkamp 13 min 31 s 31   | Adam Goucher 13 min 31 s 50       |
| 10 000 m                    | Abdi Abdirahman 28 min 13 s 51   | Galen Rupp 28 min 23 s 31       | Dathan Ritzenhein 28 min 31 s 88  |
| 3000 m steeple              | Joshua McAdams 8 min 24 s 46     | Aaron Aguayo 8 min 27 s 01      | Thomas Brooks 8 min 27 s 34       |
| 20 km marche                | Kevin Eastler 1 h 26 min 43 s 28 | Tim Seaman 1 h 28 min 17 s 82   | Matthew Boyles 1 h 28 min 40 s 20 |
| 110 m haies Vent : +0,5 m/s | Terrence Trammell 13 s 08        | Dominique Arnold 13 s 17        | David Oliver 13 s 18              |
| 400 m haies                 | James Carter 47 s 72             | Kerron Clement 47 s 80          | Derrick Williams 48 s 26          |
| Saut en hauteur             | Jim Dilling 2,27 m               | Jamie Nieto 2,24 m              | Adam Shunk 2,24 m                 |
| Saut à la perche            | Brad Walker 5,70 m               | Jeff Hartwig 5,70 m             | Jacob Pauli 5,70 m                |
| Saut en longueur            | Dwight Phillips 8,36 m           | Miguel Pate 8,24 m              | Trevell Quinley 8,24 m            |
| Triple saut                 | Aarik Wilson 17,06 m             | Lawrence Willis 16,97 m         | Marc Kellman 16,74 m              |
| Poids                       | Reese Hoffa 21,47 m              | Dan Taylor 21,00 m              | Adam Nelson 20,54 m               |
| Disque                      | Michael Robertson 64,04 m        | Ian Waltz 63,60 m               | Jarred Rome 63,56 m               |
| Marteau                     | A.G. Kruger 78,10 m              | Kibwe Johnson 75,12 m           | Thomas Freeman 74,39 m            |
| Javelot                     | Breaux Greer 91,29 m             | Mike Hazle 75,06 m              | Justin St Clair 74,71 m           |
| Décathlon                   | Tom Pappas 8 352 pts             | Paul Terek 8 064 pts            | Robert Arnold 7 921 pts           |

### Femmes
| Épreuves                    | Or                               | Argent                          | Bronze                         |
| 100 m Vent : -0,9 m/s       | Torri Edwards 11 s 02            | Lauryn Williams 11 s 16         | Carmelita Jeter 11 s 17        |
| 200 m Vent : +0,4 m/s       | Allyson Felix 22 s 34            | Sanya Richards 22 s 43          | Torri Edwards 22 s 55          |
| 400 m                       | De'Hashia Trotter 49 s 64        | Natasha Hastings 49 s 84        | Mary Wineberg 50 s 24          |
| 800 m                       | Alysia Johnson 1 min 59 s 47     | Hazel Clark 1 min 59 s 60       | Alice Schmidt 1 min 59 s 63    |
| 1500 m                      | Treniere Clement 4 min 07 s 04   | Christin Wurth 4 min 07 s 86    | Erin Donohue 4 min 08 s 22     |
| 5 000 m                     | Shalane Flanagan 14 min 51 s 75  | Jennifer Rhines 15 min 08 s 53  | Michelle Sikes 15 min 09 s 28  |
| 10 000 m                    | Deena Kastor 31 min 57 s 00      | Kara Goucher 32 min 33 s 80     | Katie McGregor 32 min 44 s 69  |
| 3000 m steeple              | Jennifer Barringer 9 min 34 s 64 | Anna Willard 9 min 34 s 72      | Lindsey Anderson 9 min 40 s 74 |
| 20 km marche                | Teresa Vaill 1 h 37 min 28 s 70  | Jolene Moore 1 h 39 min 24 s 14 | Sam Cohen 1 h 40 min 53 s 23   |
| 100 m haies Vent : -1,3 m/s | Virginia Powell 12 s 63          | Michelle Perry 12 s 72          | Lolo Jones 12 s 79             |
| 400 m haies                 | Tiffany Williams 53 s 28         | Sheena Johnson 53 s 29          | Nicole Leach 54 s 49           |
| Saut en hauteur             | Amy Acuff 1,89 m                 | Sharon Day 1,89 m               | Destinee Hooker 1,86 m         |
| Saut à la perche            | Jennifer Stuczynski 4,45 m       | Nikole McEwen 4,45 m            | Lacy Janson 4,35 m             |
| Saut en longueur            | Grace Upshaw 6,74 m              | Brittney Reese 6,67 m           | Rose Richmond 6,60 m           |
| Triple saut                 | Shani Marks 14,08 m              | Yvette Lewis 13,59 m            | Erica McLain 13,57 m           |
| Poids                       | Kristin Heaston 18,74 m          | Jillian Camarena 18,50 m        | Sarah Stevens 18,02 m          |
| Disque                      | Suzy Powell 60,63 m              | Rebecca Breisch 59,89 m         | Summer Pierson 56,79 m         |
| Marteau                     | Brittany Riley 72,41 m           | Kristal Yush 68,24 m            | Jessica Cosby 68,21 m          |
| Javelot                     | Dana Pounds 59,65 m              | Kim Kreiner 58,17 m             | Anna Raynor 53,77 m            |
| Heptathlon                  | Hyleas Fountain 6 090 pts        | Diana D Pickler 6 029 pts       | Virginia Johnson 6 002 pts     |